# Doremi Fasol Latido
Albums de Hawkwind
In Search of Space
(1971) Space Ritual
(1973)
Singles
1. Lord of Light
Sortie : juin 1973 (Allemagne)

Doremi Fasol Latido est le troisième album du groupe de space rock britannique Hawkwind. Il est sorti en 1972 sur le label United Artists Records.

## Histoire
C'est le premier album du groupe avec Lemmy à la basse et Simon King (en) à la batterie, qui remplacent respectivement Dave Anderson et Terry Ollis. Lemmy pense d'abord être engagé comme guitariste rythmique, mais lorsque Dave Anderson ne retourne pas dans le groupe, Dave Brock apprend des rudiments de basse à Lemmy. L'album est enregistré au pays de Galles, dans les studios Rockfield en septembre et octobre 1972. Lemmy signe sa première composition avec The Watcher, chanson qui clôture l'album.
Il se classe à la 14e place des charts britanniques. Le single Silver Machine réalisé en juin 1972 et plus grand succès d' Hawkwind (3e au top single anglais) n'est pas inclus sur l'album. Lord of Light dans une version raccourcie est l'unique single issu de l'album.
La pochette est à nouveau réalisée par le graphiste anglais Barney Bubbles, qui conçoit également le poster inclus dans la version originale du disque.

## Fiche technique

### Chansons

#### Album original
| 1. | Brainstorm    | Nik Turner       | 11:33 |
| 2. | Space Is Deep | Dave Brock       | 6:22  |
| 3. | One Change    | Del Dettmar (en) | 0:49  |

| 4. | Lord of Light                 | Dave Brock    | 6:59 |
| 5. | Down Through the Night        | Dave Brock    | 3:04 |
| 6. | Time We Left This World Today | Dave Brock    | 8:43 |
| 7. | The Watcher                   | Ian Kilmister | 4:09 |

#### Rééditions
La réédition remasterisée de Doremi Fasol Latido sortie en 1996 inclut quatre chansons supplémentaires.
| 8.  | Urban Guerrilla (en)           | Robert Calvert, Dave Brock | 3:41 |
| 9.  | Brainbox Pollution             | Dave Brock                 | 5:42 |
| 10. | Lord of Light (version single) | Dave Brock                 | 3:59 |
| 11. | Ejection (version inédite)     | Robert Calvert             | 3:47 |

### Musiciens
- Dave Brock : guitare acoustique (six et douze cordes), guitare électrique, chant
- Nik Turner : saxophone, flûte, chant
- Lemmy : basse, guitare acoustique et chant sur The Watcher
- DikMik : effets électroniques
- Del Dettmar (en) : synthétiseurs
- Simon King : batterie

Sur les titres bonus :
- Robert Calvert : chant sur Urban Guerilla et Ejection
- Paul Rudolph : guitare sur Ejection

### Classements et certifications
| Classement                    | Meilleure position |
| ----------------------------- | ------------------ |
| Royaume-Uni (UK Albums Chart) | 14                 |